# Gliese 486
Gliese 486 (auch GJ 486, Wolf 437) ist ein roter Zwergstern der Spektralklasse M3.5 Ve im Sternbild Jungfrau, der etwa 8,1 pc (26,3 Lj) von der Erde entfernt ist. Seine Oberflächentemperatur beträgt ca. 3390 K (ca. 3115 °C). Gliese 486 wurde erstmals 1919 vom Astronomen Max Wolf beschrieben. Der Stern besitzt einen Exoplaneten vom Typ einer heißen Supererde mit der Bezeichnung Gliese 486 b.

## Planetensystem
Gliese 486 besitzt einen Exoplaneten, Gliese 486 b, dessen Entdeckung 2021 bekannt gegeben wurde. Es handelt sich dabei eine heiße Supererde, einen Gesteinsplaneten mit einer Masse von 2,8 Erdmassen und einem Radius von 1,3 Erdradien. Aufgrund seines mittleren Abstands von lediglich 0,017 Astronomischen Einheiten bzw. 2,5 Millionen Kilometern vom Stern Gliese 486 beträgt die errechnete Gleichgewichtstemperatur des Planeten etwa 700 K (ca. 430 °C). Gliese 486 b umkreist seinen Mutterstern in einer gebundenen Rotation innerhalb von etwas mehr als einem Tag. 